# 2213 Meeus
2213 Meeus este un asteroid din centura principală, descoperit pe 24 septembrie 1935 de Eugène Delporte.